# Dýrfirðingar
Dýrfirðingar (Dirfirdhingar) fue un clan familiar de Dýrafirði durante la Era vikinga, periodo de la Mancomunidad Islandesa, siglos IX y X. La saga de Gísla Súrssonar menciona que tuvieron cierto protagonismo en la colonización islandesa de la región de Vestur-Ísafjarðarsýsla durante los tiempos de Þórður Víkingsson. En la saga Sturlunga, estuvieron implicados en los primeros conflictos de la guerra civil islandesa, periodo conocido como Sturlungaöld, cuyo protagonista principal fue Guðmundur dýri Þorvaldsson. Los Dýrfirðingar estaban vinculados a los Seldælir, clan que tuvo su goðorð (dominio) en Arnarfjörður y Dýrafirði.